# 慈善夫人
慈善夫人，又称柏节圣妃、柏洁夫人、宁北妃，唐朝云南邆赕诏女英雄，六诏之一邆赕诏（在今云南洱源县邓川镇）首领皮羅邆（一说咩羅皮）之妻。
《旧唐书·南诏传》记载，唐玄宗开元二十六年（738年），南诏主皮罗阁合并六诏，被唐朝封为云南王。所传慈善夫人事略即这一段历史的再现和演义。《南诏野史》记载，皮罗阁在设计于六月二十四至二十五日星回节祭祖时，召五诏首领在松明楼聚宴，将他们焚杀。慈善夫人劝丈夫不要去，以免得祸。但是苦谏不听，于是以铁钏戴在丈夫手臂而别。六月二十五日，诸诏首领登松明楼祭祖、宴饮，酒酣，皮罗阁下楼，命纵火将五人烧死。骸骨无法辨认，慈善夫人以铁钏找到丈夫尸骸而归。她严辞拒绝皮罗阁求婚，闭城坚守，南诏军久攻，三月不克。后城中粮尽，慈善夫人在七月二十三日，盛服端坐自杀，宁死不屈。皮罗阁封为宁北妃，旌其城为德源城。当地人尊称为德源夫人、柏节圣妃，并奉为邓川“本主”。明朝万历四年（1576年），在邓川城南建柏节祠。每年六月二十五日晚上，人们举火把以吊念她。